# Adoのオールナイトニッポン
『Adoのオールナイトニッポン』（アドのオールナイトニッポン）は、ニッポン放送で2023年4月4日（3日深夜）から2024年3月26日まで放送されたラジオ番組。

## 概要
2023年3月16日に行われた同年度の「オールナイトニッポン」パーソナリティ発表記者会見において、起用が発表された。Adoはレギュラーパーソナリティ就任前の2022年1月15日（14日深夜）に『0 (ZERO)』、同年9月15日（14日深夜）に1部のゲストパーソナリティをそれぞれ担当している。
なお、この他の時間帯を担当せずの1部の抜擢は2017年の菅田将暉以来である。
オールナイトニッポンプロデューサーの冨山雄一は、起用理由について「過去の反響などが大きかった」などと説明している。
本人がメディア出演や取材対応の際に顔出しを行なわない意向から、宣材写真はイメージディレクターを務めるORIHARAによる「オールナイトニッポン」の背景をバックにしたAdoのイラストが使用されている。
『オールナイトニッポン』は原則として生放送を基本としているが、本番組はAdoのライブやレコーディングなどのスケジュールの都合や、登場するゲストのスケジュールの都合などで録音放送となる頻度が高い。
2024年1月16日（15日深夜）の放送で、同年3月末で番組が終了することが発表された。
2025年4月25日にオールナイトニッポンGOLDで1年ぶりに一夜限りの復活をすることが発表された。https://news.1242.com/article/525942

## パーソナリティ
- Ado

## コーナー
Adoレナリンッ
リスナーから「Adoレナリン」が爆発した瞬間を募集するコーナー。
プリ陰セス
ディズニープリンセスに育てられた「おしゃべり陰キャ」であるAdoの様に、陰のプリンセス「プリ陰セス」の日常を募集するコーナー。
あたしゃぁ～
Adoが好きな漫画・アニメである『ちびまる子ちゃん』の主人公、まるちゃんの口癖である「あたしゃぁ～」の後に入る言動を募集するコーナー。

## ゲスト及びその他の出演者
- 2023年6月12日 - 浜辺美波[注 2]
- 2023年8月28日 - 福原遥[注 3]
- 2023年9月19日 - LE SSERAFIM[注 4]
- 2023年10月17日 - Giga、TeddyLoid[注 5]
- 2023年10月24日 - 初音ミク、鏡音リン・レン、園田海未（μ's、コメント出演）
- 2023年12月11日 - まふまふ[注 6]
- 2024年1月30日 - SUZUKA（新しい学校のリーダーズ）
- 2024年2月27日 - P丸様。[注 7]
- 2024年3月19日 - Gero[注 8]

## 休止事例
- 2023年9月10日 - 陣内智則＆バカリズム
- 2024年2月19日 - Creepy Nuts[注 9]

## スタッフ
- 構成：福田卓也
- ディレクター：金子司